# Колоните на Сътворението
Колоните на Сътворението (на английски: The Pillars of Creation) е седмата книга от епичната фентъзи поредица на Тери Гудкайнд „Мечът на истината“. Това е първата книга от поредицата, в която Ричард Рал не е главен герой, въпреки че се появява.

## Издания
Книгата е издадена през 2001 г. от американското издателство Tor Fantasy. През 2002 г. е издадена в две части от българското издателство „Прозорец“ в превод на Невена Кръстева.

## Сюжет
Внимание:  Текстът по-долу разкрива сюжета на произведението (или части от него)!
Тази книга се върти около няколко нови героя от поредицата „Мечът на истината“ .
Дженсен Рал, полусестрата на Ричард Рал, е прекарала първите двадесет години от живота си, бягайки от баща си, Даркен Рал. Родена без никакъв дар на магия, Дженсен е белязана за смърт още от раждането си. Когато майка ѝ очевидно е убита от убийци на Д'Харан, тя тръгва с новия си приятел Себастиан, за да започне живота си отначало. Себастиан в крайна сметка разкрива, че е шпионин на Имперския орден. Той говори убедително за целите на Ордена относно справедливото отношение към цялото човечество и елиминирането на магията. Над всичко друго той уважава император Джаганг. В същата степен той презира Ричард Рал, за когото твърди, че е предизвикал война с нахлуване в Стария свят, след като е съборил Бариерите, разделящи частите на познатия свят.
Междувременно, друг брат на Ричард, Оба Рал, страда от майка, която го е малтретирала, в семейната ферма. Оба се въобразява за енергичен и притежаващ здравословно любопитство. Неговата любознателна природа се проявява особено чрез удоволствието да гледа как нещата умират под ръката му. Оба не знае, че той, заедно с Дженсен, е напълно ненадарен и имунизиран срещу магия. Майка му го изпраща при близка магьосница, за да купи лекарство, и по време на покупката той започва да заплашва магьосницата. Опитите ѝ да се защити с магия се провалят и Оба я убива брутално. По време на битката Оба се предава на глас в съзнанието си, който обещава непобедимост в замяна на подчинение. След като се завръща у дома, Оба убива майка си и решава да види света. Той може да пътува удобно с парите, които е откраднал от магьосницата.
Дженсен иска да намери друга магьосница, сестрата на тази, която Оба е убил, и която преди това е помагала на Дженсен и майка ѝ. Заедно със Себастиан тя пътува до Народния дворец, столицата на империята Д'Харан. Там тя научава, че магьосницата, която търси, живее в смъртоносно омагьосано блато. След като Себастиан е задържан от стражите на Д'Харан, дружелюбен непознат на име Том помага на отчаяната Дженсен да стигне до блатото. Тя безопасно достига дома на магьосницата, естественият ѝ имунитет към магия я защитава през блатото, но научава само, че нищо не може да се направи, за да се спаси от лорд Рал. Тя си тръгва разочарована. Въпреки това, след завръщането си в Народния дворец, тя хитро спасява Себастиан. Той я убеждава, че трябва да посети император Джаганг, лидер на Императорския орден.
Оба също е наясно с втората магьосница и факта, че тя знае нещо за неговата съдба или природа. Той наема водач до блатото, с когото също благополучно се справя. Магьосницата разкрива, че Оба вече е роб на Пазителя на Подземния свят и се самоубива, преди Оба да успее да извърши деянието. Това, заедно с факта, че водачът му е откраднал всичките му пари, вбесява Оба. Той е донякъде успокоен от съкровището, което намира в вилата на магьосниците, но яростта му се завръща, когато след завръщането си в Народния дворец забелязва водача си. След като убива водача, той е за кратко затворен, но бяга, използвайки гласа в съзнанието си, за да накара стражите на Д'Харан да изпълнят заповедите му, и решава да намери Ричард Рал.
Дженсен и Себастиан достигат до император Джаганг при авангарда на армията на Императорския орден. Въпреки че първоначално е шокирана от грубите войници на Ордена, тя е посъветвана да не бъде толкова придирчива и че Д'Хараните са още по-лоши. На следващия ден след пристигането ѝ, император Джаганг щурмува Двореца на Изповедника, но е кърваво отблъснат. Император Джаганг е тежко ранен в битката. Още по-лошо за Ордена, техният враг отприщва древна магия върху основната армия, причинявайки огромни разрушения. Дженсен реагира, като сключва пакт с тъмна сила, Пазителя, за да убие Ричард в замяна на нейната капитулация и подчинение.
Оба залавя Калан и Пазителят му нарежда да я отведе, заедно с Меча на истината, до Колоните на Сътворението. Използвайки връзката си с меча, Ричард преследва Оба до колоните, където среща Дженсен, която също е привлечена на същото място от Пазителя, за да убие Ричард. Върховният план на Пазителя обаче е Ричард да убие Дженсен при Колоните на Сътворението и по този начин да отвори врата между царството на Пазителя и света на живите. Ричард разбира плана и отказва да бъде подтикнат да сътрудничи. Дженсен признава неговата почтеност и планът на Пазителя е осуетен. Тя научава, че мъжете, изпратени да убият майка ѝ, всъщност са войници на Императорския орден и след като започва да вярва, че Ричард е наистина любящ и грижовен брат, тя се присъединява към него и Калан в борбата им срещу Джаганг.
Седмото правило на магьосника, разкрито в „Стълбовете на сътворението“ (гл. 60), е:
| „ | Животът е бъдеще, не минало. Миналото може да ни научи чрез опита как да постигаме нещата за в бъдеще, да ни утеши със сладки спомени, то е основата на постигнати вече неща. Но животът се крепи на бъдещето. Да живееш в миналото е все едно да протягаш ръце към мъртвите. Искаш ли да живееш пълноценно, трябва да съграждаш всеки нов ден отново и отново. Като разумни същества ние трябва да използваме интелекта си, а не да въздигаме в култ миналото. | “ |